# 黑胡椒鲷
黑胡椒鲷（学名：Plectorhynchus nigrus）为石鲈科胡椒鲷属的鱼类，俗名黑石鲈。分布于印度尼西亚、印度、日本、台湾岛以及中国南海等海域。该物种的模式产地在马尼拉。